# 주남아프리카 공화국 대한민국 대사관
주남아프리카 공화국 대한민국 대사관(영어: Embassy of the Republic of Korea in Republic of South Africa)은 1993년 남아프리카 공화국 프리토리아에 개설된 대한민국 외교부 소속의 대사관이다. 이 공관은 레소토, 보츠와나를 겸임하고 있다.

## 역사
대한민국과 남아프리카 공화국은 1992년 12월 외교 관계를 수립하고 1993년 2월 주한 남아프리카 공화국 대사관, 1993년 3월 주남아프리카 공화국 대한민국 대사관을 개설하였다. 남아프리카 공화국은 친서방, 반공주의를 대외 정책의 기조로 삼아 유엔 총회에서 대한민국에 관한 서방측 제안을 적극 지지해왔으며, 6.25 전쟁 때는 유엔 사령부로서 참전하였다.
1995년 7월 넬슨 만델라 대통령이 방한하여 김영삼 대통령과 정상회담을 갖고, 1998년 4월에는 타보 음베키 부통령이 방한하였다. 조선민주주의인민공화국과는 1998년 8월에 수교하였다.
1986년 남아프리카 공화국으로 최초로 이민자가 진출한 후 양국의 외교 관계 수립과 함께 교민 수가 점차 늘어나고 있다.

## 같이 보기
- 주한 남아프리카 공화국 대사관
- 대한민국의 재외공관 목록
- 남아프리카 공화국 주재 외국공관 목록
- 남아프리카 공화국-대한민국 관계
- 대한민국-보츠와나 관계